# Iniziativa Civica Serba
L'Iniziativa Civica Serba (in serbo Грађанска иницијатива Српска/Građanska inicijativa Srpska?), precedentemente conosciuta come Iniziativa Civica "Serbia" (in serbo Грађанска иницијатива "Србија?, Građanska inicijativa "Srbija), è un partito politico del Kosovo, rappresentativo della comunità dei serbi del Kosovo.
Alle elezioni legislative del 2004, il partito ha ottenuto 369 voti (lo 0.05%) e 2 seggi su 120 all'assemblea legislativa, tra i 10 riservati alla minoranza serba.
Nel 2013 il partito ha dovuto cambiare nome, poiché l'uso del termine "Serbia" nel nome non era consentito dai regolamenti elettorali della Repubblica del Kosovo.

## Risultati elettorali
| Elezione          | Voti | Seggi   |
| ----------------- | ---- | ------- |
| Parlamentari 2004 | 369  | 2 / 120 |